# Deseado Mercadal
Deseado Mercadal Bagur (Mahón, 1911 - Mahón, 2000) fue un periodista, escritor y músico español que estuvo exiliado tras la guerra civil española.

## Biografía
Nacido en una familia con conocimientos musicales, estudió en Barcelona y desarrolló con precocidad sus talentos al obtener los títulos de profesor de música y de violín a los 16 años. Afiliado desde 1928 a la UGT y al PSOE, trabajó en el periódico socialista Justicial Social entre 1931 y 1939, siendo su director durante la guerra civil española. En ese periodo, escribió artículos bajo el pseudónimo "Diógenes".
Tras la rendición de Menorca en febrero de 1939, escapó con su su mujer e hijo en el velero Carmen Picó hacia el puerto de Argel (Argelia francesa), desde donde fue reembarcado hacia Francia, llegando a Port-Vendres. Pasó una única noche en el campo de concentración de Argelès-sur-Mer, consiguiendo huir y subirse de polizón a un barco con destino Argel, reuniéndose con su familia. Mercadal fue detenido en 1942 y llevado a Colomb-Béchar, trabajando en las minas de Kenadza. Tras la liberación de Argelia por parte de los Aliados en 1943, volvió a Argel y acudió como periodista a los juicios relacionados con el campo de Hadjerat-M'Guil, que terminaron en pena de muerte para los responsables.
Con el fin de la Segunda Guerra Mundial, Mercadal trabajó en una fábrica de licores y en varias orquestas hasta que decidió volver a España en 1948, asentándose en Barcelona hasta que volvió a Mahón con su familia en 1965. Durante este tiempo, mantuvo su afiliación socialista clandestina. También ostentó los cargos de director del Orfeón Mahonés y de la Escuela Municipal de Música de Mahón, mientras que desarrollaba su faceta de compositor con varias zarzuelas y obras líricas, impulsando la canción popular menorquina y varios trabajos sobre el folklore musical de Menorca. En 1970 y 1971 fue el director de las dos primeras ediciones del Festival de la Canción Menorquina de Mahón, obteniendo el primer premio en la primera edición.
Falleció en Mahón en el año 2000.

## Obras
Deseado Mercadal escribió varios libros, principalmente relacionados con su exilio:
- Datos para la historia de los movimientos obrero y político en Menorca (1979).
- Yo estuve en Kenadza: nueve años de exilio (1983).
- El Orfeón Mahonés, su vida y su obra.
- La Guerra Civil en Menorca 1936 - 1939. Relato histórico de un testigo (1994).

También compuso numerosas obras musicales, entre las que están las siguientes:
- Fantasía lírica: Tres històries de Maó; Ditxós turisme.
- Operetas: Viatge reial; Yarmila.
- Zarzuelas: Melodía bohemia; El molino dorado.